# 31105 Oguniyamagata
31105 Oguniyamagata este un asteroid din centura principală de asteroizi.

## Descriere
31105 Oguniyamagata este un asteroid din centura principală de asteroizi. A fost descoperit pe 27 iulie 1997 la Nanyo de Tomimaru Okuni. Asteroidul prezintă o orbită caracterizată de o semiaxă mare de 2,21 ua, o excentricitate de 0,13 și o înclinație de 5,5° în raport cu ecliptica.